# Erkännande (upphovsrätt)

Creative Commons licenssymbol för erkännande.

Erkännande är i upphovsrättslagen en bekräftelse som upphovsrättsinnehavarens upphovsman eller författare till ett arbete.
Erkännande anses ofta som de mest grundläggande kraven i användningen av andras verk, med en lång tradition i vetenskapen och akademin.
Om erkännande krävs av en licens hindrar den andra att hävda att de har bedrägligt att äga arbetet och tillåter upphovsrättsinnehavaren att ackumulera ett positivt rykte som delvis återbetalar sina förluster. I de fall då upphovsrättsinnehavaren är författare anses han/hon vara ett tecken på anständighet och respekt för att erkänna skaparen genom att ge honom/henne kredit för arbetet.

## Upphovsrättsinnehavarens erkännande
Den mest grundläggande formen av tillskrivning är uttalandet av upphovsrättsinnehavarens identitet, ofta på formen Copyright © [år] [upphovsrättsinnehavarens namn]. Bevarandet av ett sådant meddelande var ett oundvikligt krav för att förhindra ett arbete som kommer in i public domain. Detta ändrades i USA den 1 mars 1989 när kravet om upphovsrättsregistrering och upphovsrättsnamn upphörde. Upphovsrättsinnehavarens erkännande är inte nödvändigt i de flesta länder i världen på grund av Bernkonventionen.

## Författarerkännande
Författarerkännande krävs av flera licenser, till exempel Creative Commons licenser för öppet innehåll.